# 정유정 (범죄인)
정유정(1999년 10월 ~ )은 부산 또래 여성 살인 사건의 범인이다.